# Hour of the wolf
"Hour of the wolf" é uma canção do cantor azeri Elnur Hüseynov. Esta canção representou o Azerbaijão em Viena, Áustria no Festival Eurovisão da Canção 2015.
A referida canção foi interpretada em inglês. Foi a décima-primeira canção a ser interpretada na noite da 2ª semi-final, depois da canção da Letónia "Love Injected" e antes da canção da Islândia "Unbroken". Terminou a competição em 10.º lugar tendo recebido 53 pontos, conseguindo passar à final.
Na final foi a terceira canção a ser interpretada na noite da final, depois da canção da Geórgia "Warrior" e antes da canção da Rússia "A Million Voices". Terminou a competição em 12.º lugar tendo recebido 49 pontos.